# Allobaccha dispar
Allobaccha dispar är en tvåvingeart som först beskrevs av Walker 1859.  Allobaccha dispar ingår i släktet Allobaccha och familjen blomflugor. Inga underarter finns listade i Catalogue of Life.